# Horizon Skyline Garden Office Tower
La Horizon Skyline Garden Office Tower est un gratte-ciel de 209 mètres construit en 2017 à Shenzhen en Chine. 